# Rumex abortivus
Rumex abortivus är en slideväxtart som beskrevs av Ruhm.. Rumex abortivus ingår i släktet skräppor, och familjen slideväxter. Inga underarter finns listade i Catalogue of Life.